# Pattinaggio di velocità ai XXIV Giochi olimpici invernali - Mass start maschile
La gara della mass start maschile di pattinaggio di velocità dei XXIV Giochi olimpici invernali di Pechino è stata disputata il 19 febbraio 2022 sulla pista del National Speed Skating Oval a partire dalle ore 15:00 (UTC+8). Vi hanno partecipato 30 atleti provenienti da 19 nazioni.
La competizione è stata vinta dal pattinatore belga Bart Swings, mentre l'argento e il bronzo sono andati rispettivamente ai coreani Chung Jae-won e Lee Seung-hoon. La vittoria di Bart Swings ha regalato al Belgio il suo secondo oro in assoluto ai giochi olimpici invernali, a 74 anni di distanza dal primo.

## Risultati

### Semifinali
Semifinale 1
| Pos. | Atleta                   | Nazione       | Giri | Punti | Tempo   | Note |
| ---- | ------------------------ | ------------- | ---- | ----- | ------- | ---- |
| 1    | Kristian Ulekleiv        | Norvegia      | 16   | 60    | 7'56"67 | Q    |
| 2    | Bart Swings              | Belgio        | 16   | 44    | 7'56"74 | Q    |
| 3    | Ning Zhongyan            | Cina          | 16   | 20    | 7'56"75 | Q    |
| 4    | Chung Jae-won            | Corea del Sud | 16   | 12    | 7'56"76 | Q    |
| 5    | Daniil Aldoškin          | ROC           | 16   | 6     | 7'56"83 | Q    |
| 6    | Antoine Gélinas-Beaulieu | Canada        | 16   | 3     | 7'56"93 | Q    |
| 7    | Sven Kramer              | Paesi Bassi   | 16   | 3     | 7'58"22 | Q    |
| 8    | Seitarō Ichinohe         | Giappone      | 16   | 3     | 7'58"54 | Q    |
| 9    | Haralds Silovs           | Lettonia      | 16   | 3     | 7'59"50 |      |
| 10   | Dmitriy Morozov          | Kazakistan    | 16   | 2     | 8'08"73 |      |
| 11   | Michele Malfatti         | Italia        | 16   | 1     | 8'02"09 |      |
| 12   | Stefan Due Schmidt       | Danimarca     | 16   | 0     | 7'58"01 |      |
| 13   | Ian Quinn                | Stati Uniti   | 16   | 0     | 7'58"03 |      |
| 14   | Felix Rijhnen            | Germania      | 16   | 0     | 7'58"33 |      |
| 15   | Zbigniew Bródka          | Polonia       | 16   | 0     | 8'17"49 |      |

Semifinale 2
| Pos. | Atleta             | Nazione       | Giri | Punti | Tempo   | Note |
| ---- | ------------------ | ------------- | ---- | ----- | ------- | ---- |
| 1    | Andrea Giovannini  | Italia        | 16   | 60    | 7'43"58 | Q    |
| 2    | Lee Seung-hoon     | Corea del Sud | 16   | 40    | 7'43"63 | Q    |
| 3    | Livio Wenger       | Svizzera      | 16   | 20    | 7'44"08 | Q    |
| 4    | Gabriel Odor       | Austria       | 16   | 10    | 7'44"28 | Q    |
| 5    | Jordan Belchos     | Canada        | 16   | 8     | 7'46"05 | Q    |
| 6    | Ryosuke Tsuchiya   | Giappone      | 16   | 7     | 7'48"43 | Q    |
| 7    | Joey Mantia        | Stati Uniti   | 16   | 6     | 7'44"37 | Q    |
| 8    | Jorrit Bergsma     | Paesi Bassi   | 16   | 3     | 7'44"42 | Q    |
| 9    | Peter Michael      | Nuova Zelanda | 16   | 2     | 7'58"04 |      |
| 10   | Viktor Hald Thorup | Danimarca     | 16   | 1     | 8'21"94 |      |
| 11   | Artur Janicki      | Polonia       | 16   | 0     | 7'44"48 |      |
| 12   | Wang Haotian       | Cina          | 16   | 0     | 7'46"30 |      |
| 13   | Ignat Golovatsiuk  | Bielorussia   | 16   | 0     | 7'53"59 |      |
| 14   | Peder Kongshaug    | Norvegia      | 14   | 0     | 6'55"43 |      |
| 15   | Ruslan Zacharov    | ROC           | 2    | 0     | 2'49"52 |      |

### Finale
| Pos.    | Atleta                   | Nazione       | Giri | Punti | Tempo   |
| ------- | ------------------------ | ------------- | ---- | ----- | ------- |
| Oro     | Bart Swings              | Belgio        | 16   | 63    | 7'47"11 |
| Argento | Chung Jae-won            | Corea del Sud | 16   | 40    | 7'47"18 |
| Bronzo  | Lee Seung-hoon           | Corea del Sud | 16   | 20    | 7'47"20 |
| 4       | Joey Mantia              | Stati Uniti   | 16   | 10    | 7'47"20 |
| 5       | Daniil Aldoškin          | ROC           | 16   | 6     | 7'47"59 |
| 6       | Ryosuke Tsuchiya         | Giappone      | 16   | 6     | 7'58"82 |
| 7       | Livio Wenger             | Svizzera      | 16   | 4     | 7'47"86 |
| 8       | Seitarō Ichinohe         | Giappone      | 16   | 3     | 7'48"56 |
| 9       | Jorrit Bergsma           | Paesi Bassi   | 16   | 3     | 7'50"25 |
| 10      | Gabriel Odor             | Austria       | 16   | 2     | 7'50"25 |
| 11      | Andrea Giovannini        | Italia        | 16   | 0     | 7'47"93 |
| 12      | Ning Zhongyan            | Cina          | 16   | 0     | 7'48"07 |
| 13      | Jordan Belchos           | Canada        | 16   | 0     | 7'48"14 |
| 14      | Kristian Ulekleiv        | Norvegia      | 16   | 0     | 7'48"52 |
| 15      | Antoine Gélinas-Beaulieu | Canada        | 16   | 0     | 8'13"35 |
| 16      | Sven Kramer              | Paesi Bassi   | 14   | 0     | 7'13"37 |